# Phoebe (Gattung)
Phoebe ist eine Pflanzengattung innerhalb der Familie der Lorbeergewächse (Lauraceae). Die etwa 100 Arten sind im tropischen und subtropischen Asien verbreitet.

## Beschreibung

### Vegetative Merkmale
Phoebe-Arten sind immergrüne Sträucher oder Bäume. Die Laubblätter sind wechselständig bis fast wirtelig. Die einfachen Blattspreiten sind fiedernervig. Es sind keine Nebenblätter vorhanden.

### Generative Merkmale
Die Blüten sind in verzweigten, rispigen Blütenständen zusammengefasst. Die zwittrigen Blüten sind radiärsymmetrisch und dreizählig. Einige Arten sind Dichogam. Es sind zwei Kreise mit je drei Tepalen, die alle gleich oder die äußeren etwas kürzer als die inneren sind, vorhanden. Es ist ein kleiner Blütenboden vorhanden. Nach dem Verblühen werden die Blütenhüllblätter ledrig oder holzig. Es sind zwei oder drei Kreise mit je drei fertilen Staubblättern vorhanden; die äußeren Kreise ohne, der innere mit zwei Drüsen. Es sind auch Staminodien vorhanden. Die Antheren sind vierkammerig. Der mittel- bis oberständige Fruchtknoten ist ei- bis kugelförmig. Die Narbe ist kopfig oder schüsselförmig.
Die von den vergrößerten Blütenhüllblättern unterlegten Früchte, Beeren, sind meist ei- bis kugelförmig.

## Systematik und Verbreitung
Die Gattung Phoebe wurde 1836 durch Christian Gottfried Daniel Nees von Esenbeck in Systema Laurinarum, S. 98 aufgestellt. Als Lectotypusart wurde 1952 Phoebe lanceolata (Nees) Nees festgelegt. Der botanische Gattungsname Phoebe leitet sich vom Griechischen Wort φοιβος phoibos ab, das „hell, rein“ oder „die Helle, die Leuchtende“ bedeutet.
Die Gattung Phoebe im tropischen und subtropischen Asien verbreitet. 35 Arten kommen in China vor, davon 27 nur dort. Die chinesischen Arten besitzen in der Landessprache den Trivialnamen 楠属 „nan shu“.

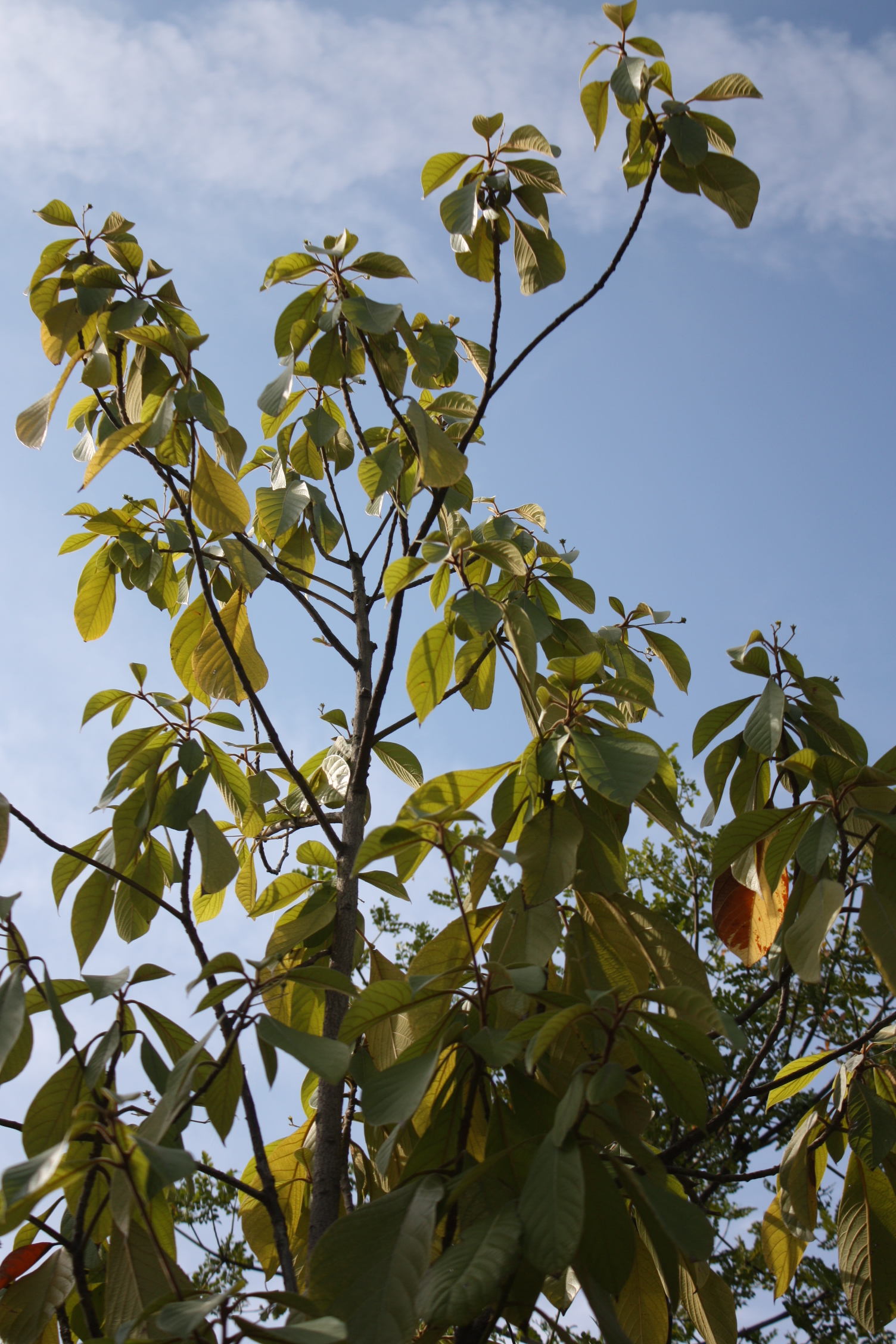
Zweige mit Laubblättern von Phoebe formosana

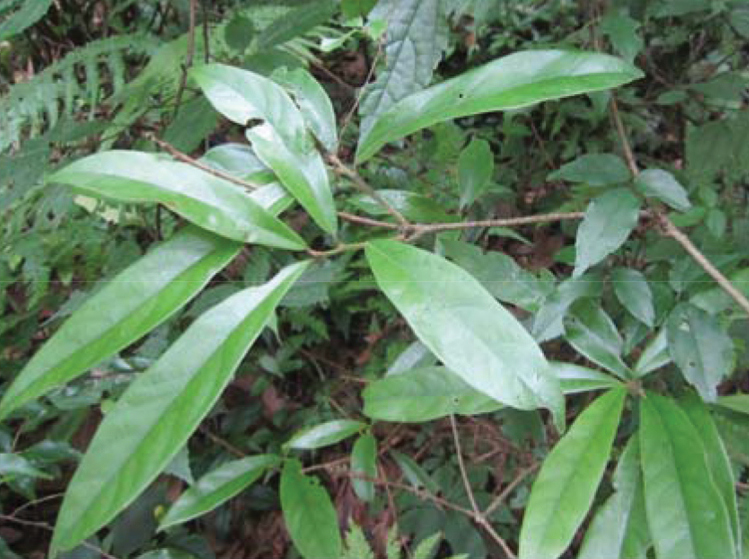
Zweig mit Laubblättern von Phoebe hunanensis

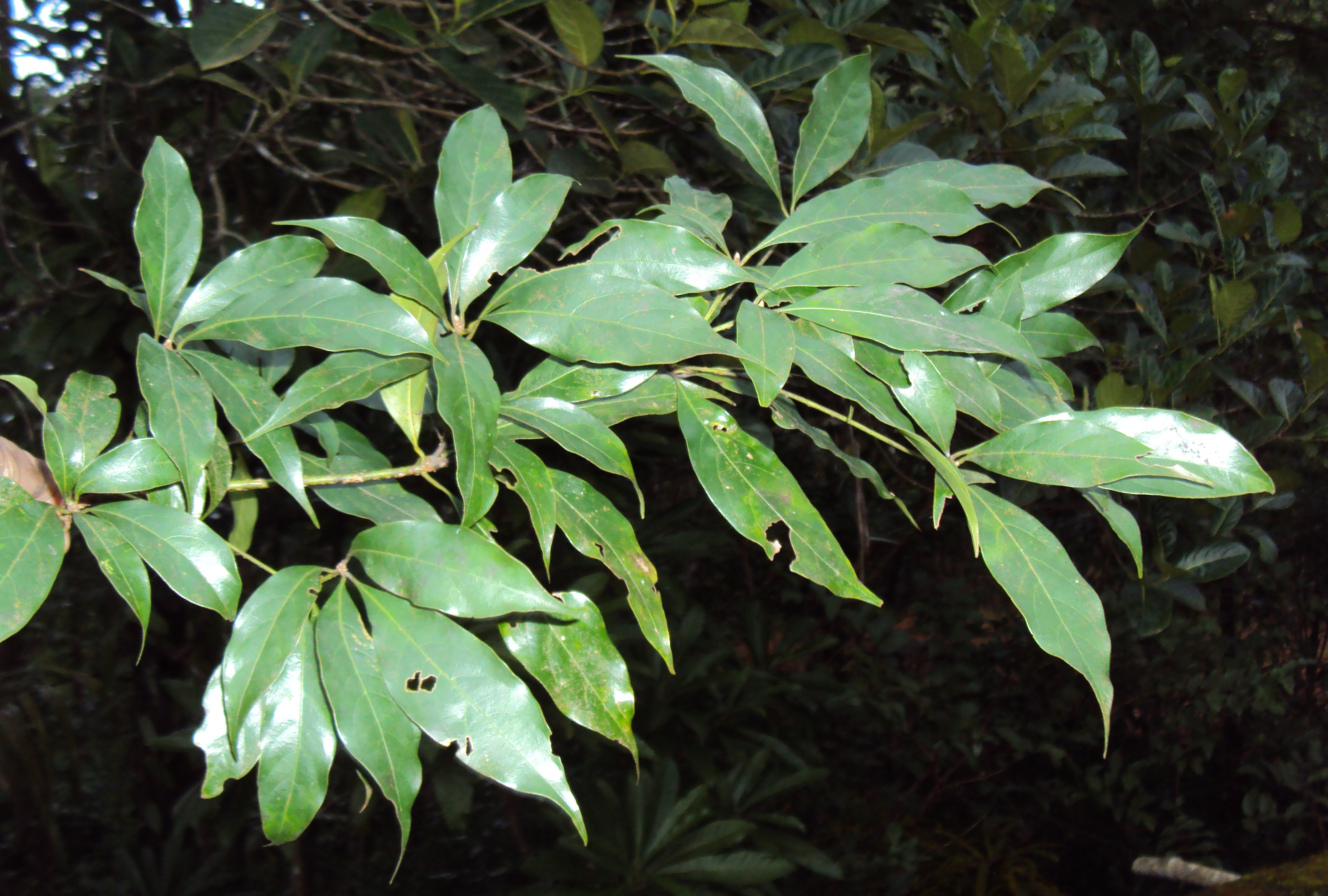
Zweig mit Laubblättern von Phoebe lanceolata

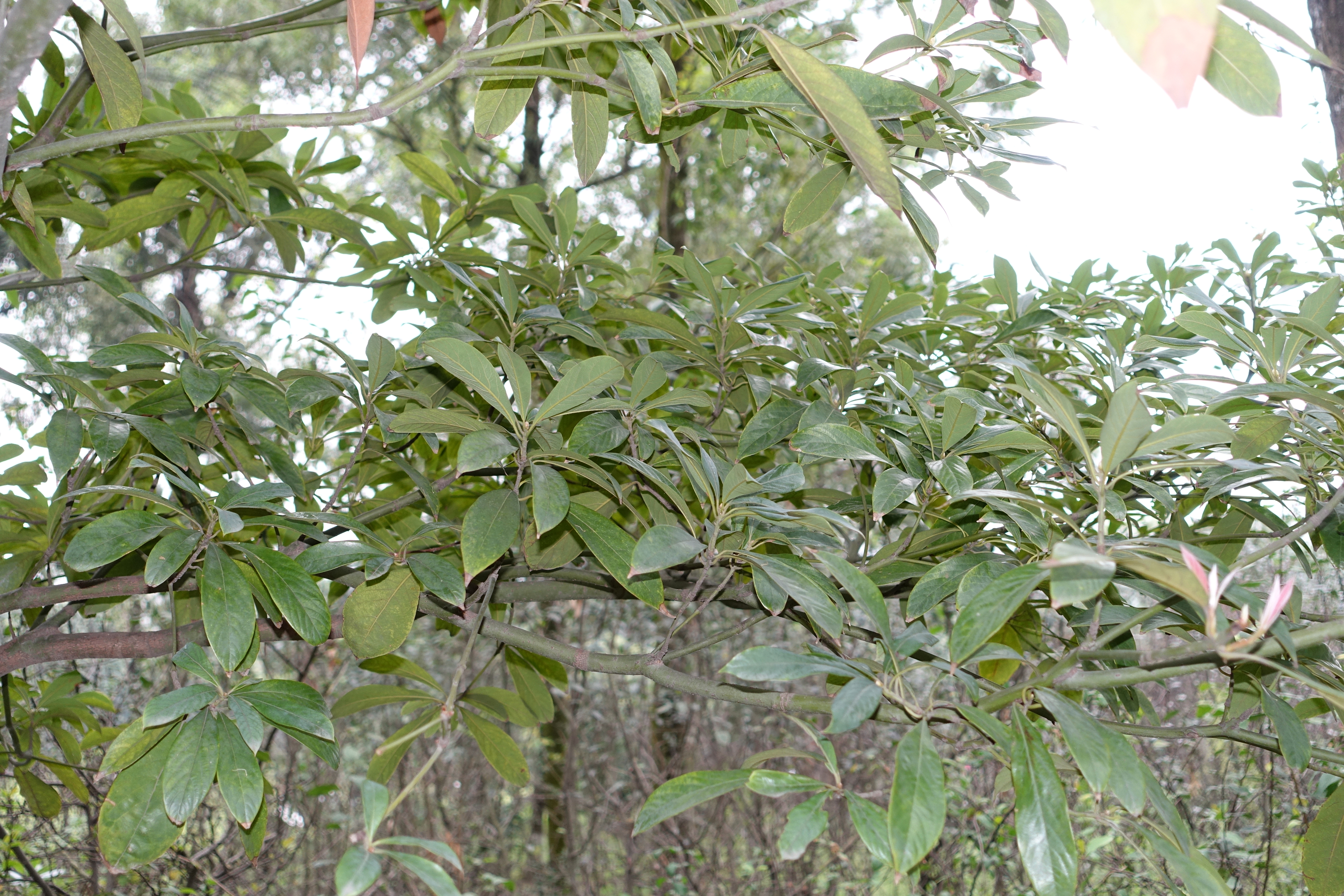
Zweig mit Laubblättern von Phoebe zhennan

Es gibt etwa 100 Arten in der Gattung Phoebe (Auswahl):
- Phoebe angustifolia Meisner: Das Verbreitungsgebiet reicht von Indien über Myanmar bis Vietnam und dem südöstlichen Yunnan.[3]
- Phoebe attenuata (Nees) Nees
- Phoebe bournei (Hemsl.) Y.C.Yang: Sie ist in den chinesischen Provinzen Fujian, Guangdong, Guangxi, Guizhou, Hainan, Hubei sowie Jiangxi verbreitet.[4]
- Phoebe brachythyrsa H.W.Li: Sie gedeiht im Dickicht von Tieflandhügeln im nordöstlichen Yunnan.[3]
- Phoebe calcarea S.K.Lee & F.N.Wei: Sie gedeiht in gemischten Lorbeerwäldern auf Kalksteinhügeln in den Provinzen Guangxi und südlichen Guizhou.[3]
- Phoebe cathia (Buch.-Ham. ex D.Don) Kosterm.
- Phoebe chekiangensis C.B.Shang: Sie ist in den chinesischen Provinzen Fujian, Jiangxi sowie Zhejiang verbreitet.[4]
- Phoebe chinensis Chun: Sie ist in den chinesischen Provinzen Gansu, Guizhou, Hubei, Shaanxi, Sichuan, Yunnan sowie in Tibet verbreitet.[3]
- Phoebe crassipedicella S.K.Lee & F.N.Wei: Sie gedeiht in gemischten Lorbeerwäldern auf Kalksteinhügeln in den Provinzen Guangxi und südlichen Guizhou.[3]
- Phoebe faberi (Hemsl.) Chun: Sie ist in den chinesischen Provinzen Guizhou, Hubei, Shaanxi, Sichuan sowie Yunnan verbreitet.[4]
- Phoebe formosana (Hayata) Hayata: Sie ist China und Taiwan verbreitet.[3]
- Phoebe forrestii W.W.Smith: Sie kommt in Tibet und in Yunnan vor.[3]
- Phoebe glaucifolia S.K.Lee & F.N.Wei: Sie kommt in Tibet und in Yunnan vor.[3]
- Phoebe glaucophylla H.W.Li: Sie gedeiht in Mischwäldern auf Kalksteinhügeln in Höhenlagen zwischen 900 und 1200 Metern im südöstlichen Yunnan.[3]
- Phoebe hainanensis Merrill: Diese seltene Art wächst in Mischwäldern nur in Hainan.[3]
- Phoebe hui W.C.Cheng ex YenC.Yang: Sie ist in den chinesischen Provinzen Shaanxi, Sichuan sowie Yunnan verbreitet.[3]
- Phoebe hunanensis Hand.-Mazz.: Sie ist in den chinesischen Provinzen Anhui, Gansu, Guizhou, Hubei, Hunan, Jiangsu, Jiangxi sowie Shaanxi verbreitet.[4]
- Phoebe hungmoensis S.Lee: Sie ist in den chinesischen Provinzen Guangxi sowie Hainan und in Vietnam verbreitet.[3]
- Phoebe kwangsiensis H.Liu: Sie gedeiht in Mischwäldern entlang von Flussläufen auf Kalksteinhügeln in Höhenlagen zwischen 700 und 1000 Metern im nordwestlichen Guangxi und südwestlichen Guizhou.[3]
- Phoebe lanceolata (Nees) Nees: Sie ist Indien, Nepal, Bhutan, Indonesien, Thailand, Malaysia und Yunnan verbreitet.[3]
- Phoebe legendrei Lecomte: Die Heimat ist Sichuan und Yunnan.[3]
- Phoebe lichuanensis S.K.Lee: Sie gedeiht nur in Mischwäldern in Gebirgstälern in Höhenlagen von etwa 700 Meter im südwestlichen Hubei.[3]
- Phoebe macrocarpa C.Y.Wu: Die Heimat ist Yunnan und Nordvietnam.[3]
- Phoebe megacalyx H.W.Li: Die Heimat ist Yunnan und Nordvietnam.[3]
- Phoebe microphylla H.W.Li: Sie gedeiht nur in offenen Wäldern in Gebirgstälern in Höhenlagen zwischen 400 und 1800 Metern im südöstlichen Yunnan.[3]
- Phoebe minutiflora H.W.Li: Die Heimat ist Yunnan.[3]
- Phoebe motuonan S.K.Lee & F.N.Wei: Sie kommt in Tibet vor.[3]
- Phoebe neurantha (Hemsl.) Gamble: Sie ist in den chinesischen Provinzen Gansu, Guangxi, Guizhou, Hubei, Hunan, Jiangxi, Sichuan sowie Yunnan verbreitet.[3]
- Phoebe neuranthoides S.K.Lee & F.N.Wei: Sie ist in den chinesischen Provinzen Guangxi, Guizhou, Hubei, Hunan, Shaanxi sowie Sichuan verbreitet.[3]
- Phoebe nigrifolia S.K.Lee & F.N.Wei: Die Heimat ist das südwestliche Guangxi.[3]
- Phoebe puwenensis Cheng: Die Heimat ist nur das südliche Yunnan.[3]
- Phoebe rufescens H.W.Li: Die Heimat ist nur das südwestliche Yunnan.[3]
- Phoebe sheareri (Hemsl.) Gamble: Sie ist in den chinesischen Provinzen Anhui, Guangdong, Guangxi, Guizhou, Hubei, Hunan, Jiangsu, Jiangxi, Sichuan, Yunnan sowie Zhejiang und in Vietnam verbreitet.[4]
- Phoebe tavoyana (Meissn.) Hook. f.: Sie ist Indonesien, Thailand, Malaysia, Myanmar, Kambodscha, Laos, Vietnam und in den chinesischen Provinzen Guangdong, Guangxi, Hainan sowie Yunnan verbreitet.[3]
- Phoebe yaiensis S.K.Lee: Sie ist in Vietnam und in den chinesischen Provinzen Guangxi sowie Hainan verbreitet.[3]
- Phoebe yunnanensis H.W.Li: Die Heimat ist nur das westliche Yunnan.[3]
- Phoebe zhennan S.K.Lee & F.N.Wei: Sie ist im südwestlichen bis zentralen China verbreitet.[3]

Heute gehören nur asiatische Arten in diese Gattung.
Nicht mehr zur Gattung gehört beispielsweise:
- Phoebe elongata Nees → Cinnamomum elongatum (Nees) Kosterm.
- Phoebe mexicana Meisn. → Cinnamodendron cinnamomifolium (Kunth) Kosterm. (Canellaceae)
- Phoebe nanmu (Oliv.) Gamble → Machilus nanmu (Oliv.) Hemsl. bzw. Persea nanmu Oliv.
- Phoebe pallida (Nees) Nees →  Persea pallida (Nees) Oliv.
- Phoebe porosa (Nees & Mart.) Mez → Ocotea porosa (Nees & Mart.) Barroso
- Phoebe porphyria (Griseb.) Mez → Cinnamomum porphyrium (Griseb.) Kosterm.